# Xandee

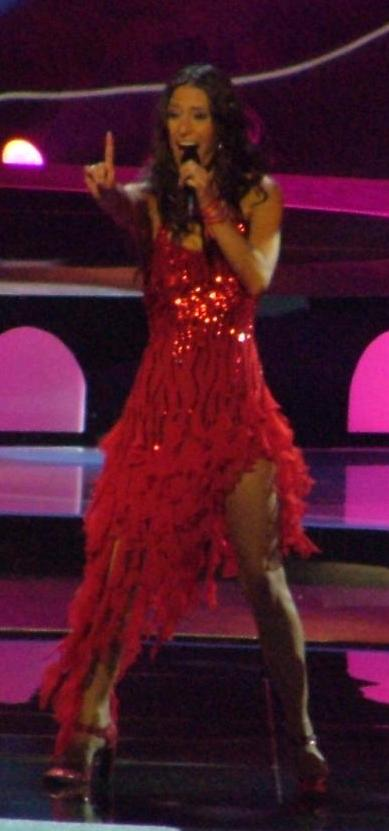
Xandee (2004)

Xandee, eigentlich Sandy Boets, (* 18. Dezember 1978) ist eine belgische Sängerin. Sie vertrat Belgien beim Eurovision Song Contest 2004 in Istanbul mit dem Song 1 Life. 

## Hintergrund
Bereits als 16-Jährige bildete sie zusammen mit Serge "Sergio" Quisquater das Pop-Duo Touch of Joy.
Beim Eurovision Song Contest in Istanbul erreichte Xandees energischer Dance-Song 1 Life nur den 22. Platz von 24 mit insgesamt 7 Punkten. Die Single 1 Life erreichte Platz 1 in den flämischen Single-Charts Ultratop 50. Auch zwei weitere Singles konnten sich platzieren.

## Diskografie

### Alben
| Jahr | Titel  | Höchstplatzierung, Gesamtwochen, AuszeichnungChartsChartplatzierungen (Jahr, Titel, Platzierungen, Wochen, Auszeichnungen, Anmerkungen) | Anmerkungen                       |
| Jahr | Titel  | BEF | Anmerkungen                       |
| ---- | ------ | --- | --------------------------------- |
| 2004 | 1 Life | BEF7 (14 Wo.)BEF | Erstveröffentlichung: 7. Mai 2004 |

### Singles
| Jahr | Titel Album               | Höchstplatzierung, Gesamtwochen, AuszeichnungChartsChartplatzierungen (Jahr, Titel, Album, Platzierungen, Wochen, Auszeichnungen, Anmerkungen) | Anmerkungen                            |
| Jahr | Titel Album               | BEF | Anmerkungen                            |
| ---- | ------------------------- | --- | -------------------------------------- |
| 2002 | Alone –                   | BEF45 (2 Wo.)BEF | als Sandy                              |
| 2004 | 1 Life                    | BEF1 Gold · (18 Wo.)BEF | Erstveröffentlichung: 20. Februar 2004 |
| 2004 | Ay que calor 1 Life       | BEF18 (11 Wo.)BEF | Erstveröffentlichung: 11. Juni 2004    |
| 2004 | The Power of Music 1 Life | BEF32 (4 Wo.)BEF |                                        |